# Neoregelia olens
Neoregelia olens là một loài thực vật có hoa trong họ Bromeliaceae. Loài này được (Hook.f.) L.B.Sm. mô tả khoa học đầu tiên năm 1939.